# جان واترز (بازیگر)
جان واترز (به انگلیسی: John Waters) (زاده ۸ دسامبر ۱۹۴۸) بازیگر ، خواننده و ترانه سرا استرالیایی است.
از فیلم‌های معروف او می‌توان به بازی در نیروی حمله زد و سه تابستان اشاره کرد.